# Manteo
Manteo – miasto w Stanach Zjednoczonych, w stanie Karolina Północna, siedziba administracyjna hrabstwa Dare, położone na wyspie Roanoke.